# Komunistična propaganda
Komunistična propaganda je umetniška in družbena promocija ideologije komunizma, komunističnega pogleda na svet in interesov komunističnega gibanja.  
Izraz »propaganda« se sicer v zahodnem svetu nagiba k negativni konotaciji, vendar se na splošno nanaša na katero koli publikacijo ali kampanjo, namenjeno promociji nekega razloga, in jo večina komunistično usmerjenih vlad uporablja za uradne namene. Izraz se lahko nanaša tudi na kampanjo nasprotnikov političnih strank. Na propagando komunizma, ki izvira iz marksistične misli, njeni zagovorniki gledajo kot na sredstvo za širjenje njihove ideje o razsvetljenju delavskega razreda. Njihovo odmikanje od propagande, za katero menijo, da je njena zatiralca, trdi, da krepi izkoriščanje, kot sta religija ali potrošništvo. Komunistična propaganda je zato v nasprotju z meščansko ali kapitalistično propagando. 
V ABC komunizma je boljševiški teoretik Nikolaj Buharin zapisal: »Državna propaganda komunizma postane dolgoročno sredstvo za izkoreninjenje zadnjih sledi meščanske propagande iz starega režima in je močan instrument za ustvarjanje nove ideologije, novih načinov razmišljanja, novega pogleda na svet.«